# Grace and Frankie
Grace and Frankie er en amerikansk tv-serie skabt af Marta Kauffman og Howard J. Morris til Netflix. I serien medvirker Jane Fonda og Lily Tomlin i titelrollerne som Grace og Frankie. 

## Medvirkende

### Hovedroller
- Jane Fonda – Grace Hanson
- Lily Tomlin – Frankie Bergstein
- Sam Waterston – Sol Bergstein
- Martin Sheen – Robert Hanson
- Brooklyn Decker – Mallory Hanson
- Ethan Embry – Coyote Bergstein
- June Diane Raphael – Brianna Hanson
- Baron Vaughn – Nwabudike "Bud" Bergstein

### Biroller
- Peter Cambor – Barry
- Tim Bagley – Peter
- Geoff Stults – Mitch
- Mary Kay Place – Amanda
- Ernie Hudson – Jacob
- Craig T. Nelson – Guy
- Lindsey Kraft – Allison Giampietro-Smikowitz
- Peter Gallagher – Nick Skolka
- Marsha Mason – Arlene
- Millicent Martin – Joan-Margaret